# Marco Pascolo
Marco Pascolo (ur. 9 maja 1966 w Sionie) – szwajcarski piłkarz grający na pozycji bramkarza.

## Kariera klubowa
Pascolo urodził się w Sionie w rodzinie włoskojęzycznej. Piłkarską karierę rozpoczął w tamtejszym klubie FC Sion. W 1984 roku został włączony do kadry pierwszego zespołu, jednak dopiero ponad 2 lata później zadebiutował w lidze szwajcarskiej. W Sionie występował do 1989 roku, ale był tylko rezerwowym i nie osiągnął większych sukcesów. Latem 1989 przeniósł się do Neuchâtel Xamax, w którym w połowie sezonu wywalczył miejsce w podstawowej jedenastce i w 1990 roku awansował do finału Pucharu Szwajcarii, ale w nim Neuchâtel przegrało 1:2 z Grasshopper Club. W tym samym roku Pascolo został także wicemistrzem Szwajcarii. W 1991 roku został pierwszym bramkarzem Servette FC. W 1993 roku zajął z Servette 3. miejsce w lidze, a w 1994 roku wywalczył swój pierwszy mistrzowski tytuł i pierwszy dla klubu z Genewy od 9 lat.
Latem 1996 roku Pascolo wyjechał do Włoch i został zawodnikiem Cagliari Calcio. W Cagliari walczył o miejsce w składzie z Giorgio Sterchele i w sezonie rozegrał 14 spotkań. Cagliari zajęło jednak odległe 15. miejsce w Serie A i zostało zdegradowane do Serie B. Po sezonie w 1997 roku Marco przeszedł do angielskiego Nottingham Forest. W Division One zadebiutował 9 sierpnia w meczu z Port Vale F.C. (2:1). Na angielskich boiskach zaliczył tylko 5 spotkań i był rezerwowym dla byłego reprezentanta Anglii, Dave’a Beasanta.
W 1998 roku Marco wrócił do Szwajcarii i podpisał kontrakt z FC Zürich. W sezonie 1999/2000 wywalczył miejsce w podstawowym składzie i zdobył kolejny w karierze krajowy puchar. Był to zarazem jego ostatni większy sukces w karierze. W 2002 roku odszedł do Servette FC, gdzie spędził rok, a w 2003 roku zakończył piłkarską karierę w wieku 37 lat.
| Sezon   | Klub              | Kraj       | Rozgrywki      | Mecze | Bramki |
| ------- | ----------------- | ---------- | -------------- | ----- | ------ |
| 1984/85 | FC Sion           | Szwajcaria | Nationalliga A | 0     | 0      |
| 1985/86 | FC Sion           | Szwajcaria | Nationalliga A | 0     | 0      |
| 1986/87 | FC Sion           | Szwajcaria | Nationalliga A | 1     | 0      |
| 1987/88 | FC Sion           | Szwajcaria | Nationalliga A | 13    | 0      |
| 1988/89 | FC Sion           | Szwajcaria | Nationalliga A | 3     | 1      |
| 1989/90 | Neuchâtel Xamax   | Szwajcaria | Nationalliga A | 18    | 0      |
| 1990/91 | Neuchâtel Xamax   | Szwajcaria | Nationalliga A | 34    | 0      |
| 1991/92 | Servette FC       | Szwajcaria | Nationalliga A | 35    | 0      |
| 1992/93 | Servette FC       | Szwajcaria | Nationalliga A | 36    | 0      |
| 1993/94 | Servette FC       | Szwajcaria | Nationalliga A | 35    | 0      |
| 1994/95 | Servette FC       | Szwajcaria | Nationalliga A | 35    | 0      |
| 1995/96 | Servette FC       | Szwajcaria | Nationalliga A | 35    | 0      |
| 1996/97 | Cagliari Calcio   | Włochy     | Serie A        | 14    | 0      |
| 1997/98 | Nottingham Forest | Anglia     | Premiership    | 5     | 0      |
| 1998/99 | FC Zürich         | Szwajcaria | Nationalliga A | 12    | 0      |
| 1999/00 | FC Zürich         | Szwajcaria | Nationalliga A | 34    | 0      |
| 2000/01 | FC Zürich         | Szwajcaria | Nationalliga A | 34    | 0      |
| 2001/02 | FC Zürich         | Szwajcaria | Nationalliga A | 35    | 0      |
| 2002/03 | Servette FC       | Szwajcaria | Nationalliga A | 27    | 0      |

## Kariera reprezentacyjna
W reprezentacji Szwajcarii Pascolo zadebiutował 26 stycznia 1992 roku w wygranym 2:0 towarzyskim meczu z ZEA. w 1994 roku był pierwszym golkiperem Helwetów na Mistrzostwach Świata w USA, na których zaliczył 4 mecze w pełnym wymiarze czasowym: z USA (1:1), z Rumunią (4:1), z Kolumbią (0:2) oraz w 1/8 finału z Hiszpanią. Także w 1996 roku grał na bramce Szwajcarii na kolejnym turnieju – Euro 96. Na mistrzostwach w Anglii Szwajcarzy nie wyszli z grupy, a Pascolo zaliczył 3 mecze: z Anglią (1:1), z Holandią (0:2) i ze Szkocją (0:1). Karierę reprezentacyjną Pascolo zakończył w 2001 roku. W kadrze A wystąpił w 55 spotkaniach.